# Mord in Rio
Mord in Rio ist ein deutscher Kriminalfilm aus dem Jahre 1963 von Horst Hächler.

## Handlung
Rio de Janeiro zu Beginn der 1960er-Jahre. Barbara Leen ist die Besitzerin einer Firma, die sich auf den Export brasilianischen Kaffees spezialisiert hat. Sie ahnt nicht, dass ihr Unternehmen von skrupellosen Gangstern dafür missbraucht wird, heimlich Diamanten ins Ausland zu schmuggeln. Hinter dem Schmuggel stecken eine gewisse Leila, die Betreiberin einer Varieté-Bar, und ihr Liebhaber Dumont. Als es zum ersten Mord der Gangster kommt, beginnt die Polizei zu ermitteln. Auch Barbaras Freund, der US-Journalist Peter Jordan, beginnt, sich für den Fall zu interessieren, und stößt auf einige Ungereimtheiten.
Durch seine Nachforschungen gerät er rasch ins Visier der Gangster und ist bald seines Lebens nicht mehr sicher. Die Bande wird in ihren Mitteln immer brutaler, und es kommen weitere Menschen – erschossen, durch Wurfmesser hinterrücks erdolcht oder vom Hochhaus geworfen – ums Leben. Bald entdeckt Jordan, dass das Hauptquartier der Schmuggler Leilas Bar sein muss. Ab sofort wird er massiv bedroht. Schließlich gerät Peter in die Hände der Bande, kann sich jedoch nach einem gewagten Befreiungsversuch wieder in Sicherheit bringen. Mithilfe der brasilianischen Polizei wird die Gang schließlich hochgenommen.

## Produktion
Der Film wurde zum Teil vor Ort in Rio de Janeiro gedreht und passierte am 12. November 1963 die FSK-Prüfung. Die Uraufführung fand am 29. November 1963 statt. Aufgrund seines Drehortes wurde Mord in Rio auch in Brasilien gezeigt; dort hieß der Streifen „Noites Quentes de Copacabana“. Der Film lief am 21. Juli 1973 spätabends erstmals im Fernsehen (ARD).
Die Hauptdarsteller Erika Remberg und Gustavo Rojo waren zu diesem Zeitpunkt miteinander verheiratet.

## Kritiken
„Diamantenschmuggel in Kaffeesäcken, Sex und viele Leichen erzeugen mittelmäßige Spannung, wenn man es mit der Logik nicht allzu genau nimmt. Für das Happy-End bleiben die Hauptdarsteller Helmut Lange und Erika Remberg lebend übrig.“

„Ein unbegabt inszenierter Thriller mit hölzern agierenden Schauspielern.“

„08/15-Krimi mit Exotik-Touch.“

„Ebenso harter wie unbegabter Reißer.“